# Москва бьёт с носка
«Москва́ бьёт с носка́» — фразеологизм, русская народная пословица. Исходный смысл восходит к кулачным боям в Москве как старинной народной забаве и связан с одним из характерных бойцовских приёмов — ударом сзади носком стопы по ногам противника. Также интерпретируется как характеристика трудностей жизни в Москве либо трудностей взаимодействия с Москвой.

## История
В кулачных боях на Руси одним из основным приемов был «бросок с носка», как разновидность подсечки. Наиболее почетной в глазах окружающих была победа, при которой противник падал, а победитель оставался стоять на ногах. Из этой аналогии появилось исходное выражение «Москва бьет с носка», которое закрепилось в народном фольклоре и разговорной речи.
Фольклорист и паремиограф Иван Снегирёв в 1834 году предположил, что образ данной пословицы отражает решительность действий центральной власти в лице великого московского князя Ивана III и связан с событиями XV века, когда «пала вольность Новгорода, и попрана его старина»:1540.
В середине XIX века русский писатель, этнограф и лексикограф Владимир Даль разместил в сборнике «Пословицы русского народа» в разделе «Торговля» выражение «Питер бока вытер, а Москва бьет с носка», интерпретируя связь этой паремии с дороговизной жизни в столичных городах с комментарием «все дорого, убыточно».

## Лингвистический анализ
В современных публицистических текстах контекстуальная интерпретация образа пословицы развивается в сторону мотивов жесткого стиля руководства России (Москвы, как центра принятия решений) в вопросах затрагивающих проблемы внешней политики, взаимоотношений центральных органов власти и периферии. Специалисты отмечают высокую трансформативность, и при этом конкретизацию, сужение значения паремии в соответствии с коммуникативно-прагматической целью переосмысления народного выражения без его формальных преобразований или трансформирующего при этом и формальную сторону. Трансформы выражения представляют собой результат буквализации как приема языковой игры, обеспечивающего комический эффект с опорой на многозначность и особенности лексической сочетаемости компонентов паремии:1540.